# Melanothrix
Melanothrix é um gênero de mariposa pertencente à família Eupterotidae.

## Espécies
- Melanothrix alternans Pagenstecher, 1890
- Melanothrix fumosa Swinhoe, 1905
- Melanothrix latevittata Grünberg, 1914
- Melanothrix leucotrigona Hampson, 1893
- Melanothrix nymphaliaria Walker, 1866
- Melanothrix philippina Rothschild, 1917
- Melanothrix sanchezi Schultze, 1925
- Melanothrix semperi Rothschild, 1917